# Ben Doak
Ben Gannon Doak (sinh ngày 11 tháng 11 năm 2005) là cầu thủ bóng đá chuyên nghiệp người Scotland thi đấu ở vị trí tiền vệ cánh cho câu lạc bộ Liverpool tại Giải bóng đá Ngoại hạng Anh.

## Sự nghiệp câu lạc bộ

### Liverpool
Doak ký hợp đồng với Liverpool vào tháng 3 năm 2022, với số tiền bồi thường đào tạo khoảng 600.000 bảng mà Celtic sẽ nhận được. Vào ngày 9 tháng 11 năm 2022, Doak ra mắt Liverpool khi vào sân thay người ở phút thứ 74 trong chiến thắng 3-2 trên chấm phạt đền trước Derby County ở vòng 3 EFL Cup 2022-23 tại Anfield. Năm ngày sau, anh ký hợp đồng chuyên nghiệp đầu tiên với Liverpool, sau khi tròn 17 tuổi. Doak ra mắt giải đấu cho Liverpool vào ngày 26 tháng 12 trong chiến thắng 3-1 trước Aston Villa, và trở thành cầu thủ Scotland trẻ nhất xuất hiện tại Premier League.
Vào ngày 30 tháng 7 năm 2023, Doak ghi bàn thắng đầu tiên cho đội một của Liverpool trong trận giao hữu tiền mùa giải gặp Leicester City, với chiến thắng 4-0 của đội anh tại Sân vận động Quốc gia Singapore.

## Sự nghiệp quốc tế
Vào ngày 2 tháng 9 năm 2021, sau khi từng khoác áo đội tuyển U16, Doak đã ra mắt đội tuyển U17 Scotland, ghi bàn trong trận hòa 1-1 với Xứ Wales. Anh đã giúp đội U17 lọt vào vòng chung kết Giải vô địch bóng đá U17 châu Âu 2022, nhưng đã bỏ lỡ giải đấu do chấn thương.
Doak được triệu tập vào đội tuyển U21 lần đầu tiên vào tháng 9 năm 2022, khi mới 16 tuổi. Anh ra mắt với tư cách là người thay thế vào ngày 22 tháng 9 năm 2022 trước Bắc Ireland và ghi bàn trong vòng 7 phút; khi làm vậy, anh trở thành cầu thủ trẻ nhất ghi bàn cho đội tuyển U21 Scotland.

## Thống kê sự nghiệp
Tính đến trận đấu diễn ra ngày 28 tháng 9 năm 2023
| Câu lạc bộ     | Mùa giải       | Giải đấu             | Giải đấu      | Giải đấu  | Cúp Quốc gia  | Cúp Quốc gia | Cúp Liên đoàn | Cúp Liên đoàn | Châu Âu       | Châu Âu   | Tổng cộng     | Tổng cộng |
| Câu lạc bộ     | Mùa giải       | Phân hạng            | Số lần ra sân | Bàn thắng | Số lần ra sân | Bàn thắng    | Số lần ra sân | Bàn thắng     | Số lần ra sân | Bàn thắng | Số lần ra sân | Bàn thắng |
| -------------- | -------------- | -------------------- | ------------- | --------- | ------------- | ------------ | ------------- | ------------- | ------------- | --------- | ------------- | --------- |
| Celtic         | 2021–22        | Scottish Premiership | 2             | 0         | 0             | 0            | 0             | 0             | 0             | 0         | 2             | 0         |
| Liverpool      | 2022–23        | Premier League       | 2             | 0         | 2             | 0            | 1             | 0             | 0             | 0         | 5             | 0         |
| Liverpool      | 2023–24        | Premier League       | 1             | 0         | 0             | 0            | 1             | 0             | 1             | 0         | 3             | 0         |
| Liverpool      | Tổng           | Tổng                 | 3             | 0         | 2             | 0            | 2             | 0             | 1             | 0         | 8             | 0         |
| Tổng sự nghiệp | Tổng sự nghiệp | Tổng sự nghiệp       | 5             | 0         | 2             | 0            | 2             | 0             | 1             | 0         | 10            | 0         |